# 布坎南氏紋胸鮡
布坎南氏紋胸鮡，為輻鰭魚綱鯰形目鮡科的其中一種，為溫帶淡水魚類，分布於亞洲泰國湄南河流域，棲息在底層水域，生活習性不明。

## 扩展阅读
維基物種上的相關：布坎南氏紋胸鮡